# Kristoffer Velde
Kristoffer Velde, né le 9 septembre 1999 à Haugesund en Norvège, est un footballeur norvégien qui joue au poste d'ailier gauche à l'Olympiakós.

## Biographie

### FK Haugesund
Né à Haugesund en Norvège Kristoffer Velde est formé par le club de sa ville natale, le FK Haugesund. Il joue son premier match en professionnel le 17 septembre 2017 lors d'une rencontre d'Eliteserien face au Sogndal Fotball, contre qui son équipe s'impose sur le score de un but à zéro. Le 18 avril 2018 il inscrit son premier but en professionnel face au Skjold IL en coupe de Norvège. Son équipe s'impose par trois buts à zéro ce jour-là.
En janvier 2019 Velde est prêté au Nest-Sotra (en) mais il fait son retour au FK Haugesund dès le mois d'avril sans avoir joué un seul match avec le club.
Le 30 août 2019 Kristoffer Velde, qui est surnommé par les supporters « Veldinho », prolonge son contrat avec son club formateur jusqu'en 2022.
Le 2 août 2020, Velde se fait remarquer lors d'une rencontre de championnat face au Stabæk Fotball en réalisant un triplé, permettant à son équipe de remporter le match par trois buts à un. Sa prestation ce jour-là est saluée par la presse qui le désigne « héros » du match.

### Lech Poznań
Le 12 janvier 2022, Kristoffer Velde rejoint la Pologne afin de s'engager en faveur du Lech Poznań. Il signe un contrat courant jusqu'en décembre 2025.

### Olympiakos
Le 29 juillet 2024, Kristoffer Velde prend cette fois la direction de la Grèce pour signe avec l'un des clubs les plus importants du pays, l'Olympiakos.

### En équipe nationale
Kristoffer Velde compte deux sélections avec l'équipe de Norvège des moins de 18 ans dont la première le 8 novembre 2017 face à la Finlande où il se fait remarquer en inscrivant aussi son premier but, participant à la victoire de son équipe (0-4).